# 津別駅

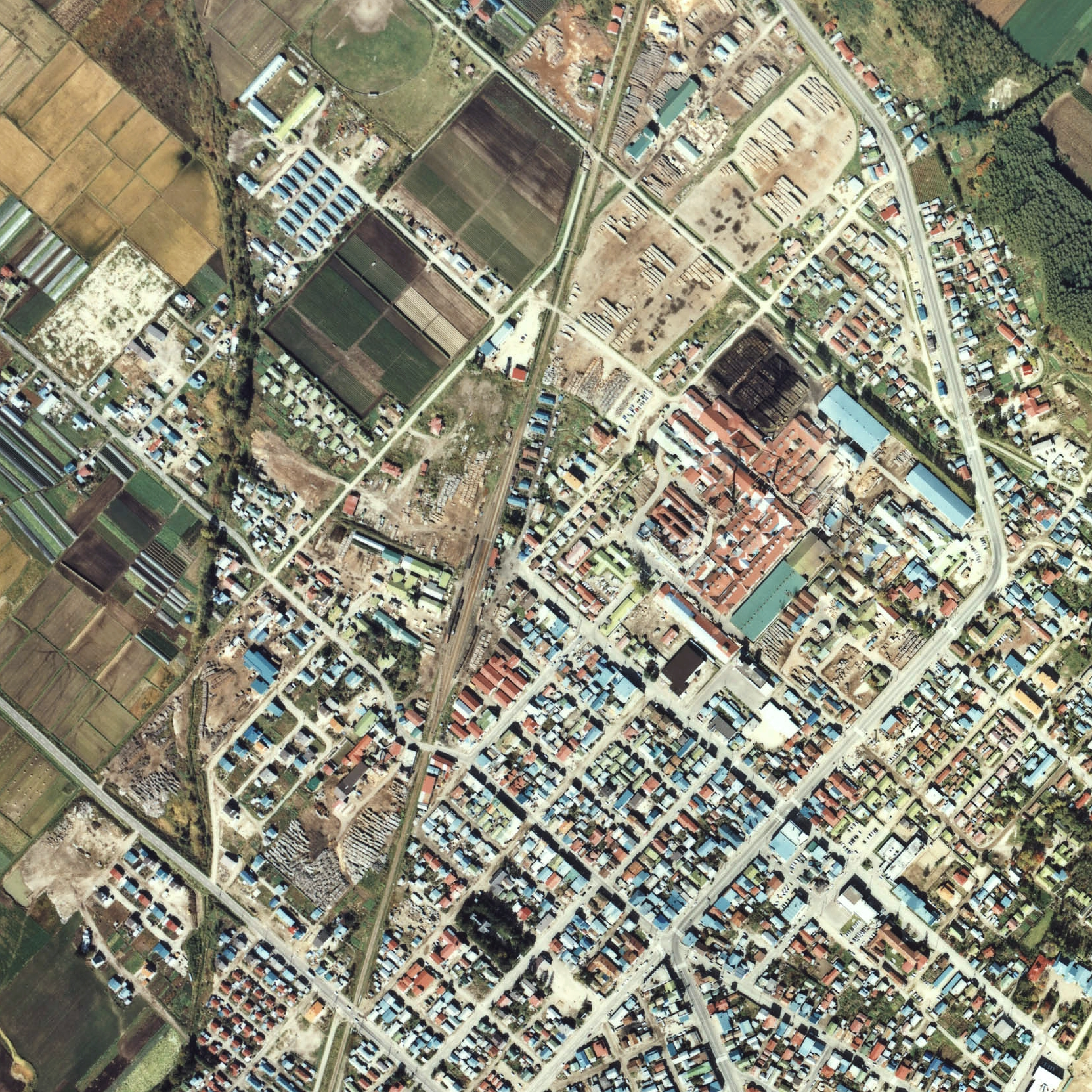
1977年の津別駅と周囲約1km範囲。下が北見相生方面。
国鉄型配線2面3線、その外側に木工所に隣接する貨物積卸線、駅表北見相生側に三角状の貨物ホームと引込み線を有している。写真では貨物列車がそれぞれに留置されていて大分取扱量もあったようだが、この2年後には貨物取扱いが廃止となり、貨物用側線は全て撤去され、駅裏副本線も北見相生側分岐が外されて保線用に引込み線化され、相対ホーム2面2線となった。
駅表美幌側（駅の右上）に右上へ向かって細長い矩形状に北見営林局津別営林署管轄のストックヤード（土場）が設けられていて、かつては東側にある網走川支流の津別川上流より津別森林鉄道がここへ接続し、昭和38年にトラック輸送に切り替わるまで木材を運び入れていた。軌道は矩形敷地の両脇から右上へ伸びて合流し右下へ向きを変えて国道240号の左を南へ少し併走した後、国道を横切って東南へ向かっていた。この写真では軌道跡が細道に利用されて残っているのが確認できる。ヤードの中央より左寄りの位置（この写真で縦に3分割された左側の通路）には本線側から引込み線が伸びていたが、既に撤去されていて本線利用を止めてから長いようである。

津別駅（つべつえき）は、北海道網走支庁網走郡津別町にあった日本国有鉄道（国鉄）相生線の駅（廃駅）である。電報略号はツヘ。事務管理コードは▲122603。

## 歴史
- 1924年（大正13年）11月17日 - 鉄道省相生線美幌駅 - 当駅間開通に伴い開業[1][3]。一般駅[1]。
- 1925年（大正14年）11月15日 - 当駅 - 北見相生駅間延伸開通に伴い中間駅となる。
- 1927年（昭和2年） - 津別森林鉄道開通。
- 1949年（昭和24年）6月1日 - 公共企業体である日本国有鉄道に移管。
- 1963年（昭和38年）- 津別森林鉄道廃止。
- 1969年（昭和44年）4月1日 - 補助コンテナ基地設置。
- 1979年（昭和54年）12月11日 - 貨物取扱い廃止[1]。
- 1984年（昭和59年）2月1日 - 荷物取扱い廃止[1]。
- 1985年（昭和60年）4月1日 - 相生線の廃線に伴い廃止となる[1]。

### 駅名の由来
所在地名より。開駅当時の自治体名は達媚（たっこぶ）村であったが、後年役場が所在する津別を自治体名とした。

## 駅構造
廃止時点で、相対式ホーム2面2線を有する地上駅で、列車交換可能な職員配置駅であった。互いのホームは構内踏切で連絡していた。ほかに上りホーム（駅舎と反対側）側に側線を1本有していた。駅舎は下りホーム（線路の東側、北見相生方面に向かって左手側）に接していた。

## 利用状況
利用状況の推移については以下の通り。年間の値のみ判明している年度の1日平均は日数割で算出した参考値を括弧書きで示す。出典が「乗降人員」となっているものについては1/2とした値を括弧書きで乗車人員の欄に示し、備考欄で元の値を示す。
| 年度               | 乗車人員 | 乗車人員 | 出典        | 備考                   |
| 年度               | 年間     | 1日平均  | 出典        | 備考                   |
| ------------------ | -------- | -------- | ----------- | ---------------------- |
| 1928年（昭和3年）  |          | （167.5) | [ 5 ]       | 1日平均乗降人員335人   |
| 1931年（昭和6年）  |          | (98.5)   | [ 5 ]       | 1日平均乗降人員197人   |
| 1934年（昭和9年）  |          | (134.0)  | [ 5 ]       | 1日平均乗降人員268人   |
| 1945年（昭和20年） |          | (538.5)  | [ 5 ]       | 1日平均乗降人員1,077人 |
| 1946年（昭和21年） | 196,207  | (537.6)  | [ 6 ]       |                        |
| 1947年（昭和22年） | 211,573  | (578.1)  | [ 6 ]       |                        |
| 1948年（昭和23年） | 198,126  | (542.8)  | [ 6 ]       |                        |
| 1950年（昭和25年） | 201,918  | (553.2)  | [ 5 ] [ 6 ] | 1日平均乗降人員1,094人 |
| 1951年（昭和26年） | 189,493  | (517.7)  | [ 6 ]       |                        |
| 1952年（昭和27年） | 169,373  | (464.0)  | [ 6 ]       |                        |
| 1955年（昭和30年） |          | (572.5)  | [ 5 ]       | 1日平均乗降人員1,145人 |
| 1960年（昭和35年） |          | (385.5)  | [ 5 ]       | 1日平均乗降人員771人   |
| 1965年（昭和40年） |          | (297.5)  | [ 5 ]       | 1日平均乗降人員595人   |
| 1968年（昭和43年） |          | (271.0)  | [ 5 ]       | 1日平均乗降人員542人   |
| 1978年（昭和53年） |          | 304      | [ 7 ]       |                        |
| 1981年（昭和56年） |          | 259      | [ 4 ]       |                        |

## 駅周辺
- 丸玉産業株式会社
- 北海道道768号相生津別停車場線
- 国道240号
- 津別町役場
  - 津別町営バスターミナル
- 美幌警察署津別駐在所
- 津別郵便局
- 網走信用金庫津別支店
- 北見信用金庫津別支店
- 津別町農業協同組合（JAつべつ）

## 駅跡
駅舎やホームは解体され、当時の駅前への北海道道が構内跡を貫く形で反対側へと通り抜けている。2001年（平成13年）時点では腕木信号機が1機残されていた。

## 隣の駅
日本国有鉄道
相生線
活汲駅 - <達美仮乗降場> - 津別駅 - <高校前仮乗降場> - 恩根駅